# Союз російських художників
Союз російських художників (1903—1923) — творче об'єднання художників Росії початку XX століття. Союз заснований 1903 року в Москві за ініціативи Костянтина Юона, Абрама Архипова, Ігоря Грабаря, Аркадія Рилова та існував протягом 20 років. Своєю активною виставковою діяльністю Союз російських художників вніс важливий внесок в художнє життя епохи. Майстри, що входили до Союзу розвивали традиції передвижництва, використовуючи принципи імпресіоністичного живопису, урізноманітнили багату традицію російського ліричного пейзажу. Синтез реалістичних і імпресіоністичних прийомів у творчості майстрів Союзу російських художників ліг в основу пейзажу живопису ХХ століття, який довгі роки був стрижневим напрямком вітчизняного образотворчого мистецтва. Учасники Союзу російських художників, представники старшого покоління (С. А. Коровін, С. В. Іванов, А. Є. Архипов) в 1880-1890-і роки сформували своє бачення і стилістику живопису. В їхніх творах зберігалося соціальна проблематика передвижників, з якими вони брали участь у діяльності Товариства пересувних художніх виставок. Живопис відрізнявся стриманістю естетичних засобів.

### Абрам Юхимович Архипов
Ранні твори Абрама Юхимовича Архипова (1862—1930) присвячені темі важкої монотонної праці («Прачки», кінець 1890-х). Полотна «По річці Оці» (1889), «Зворотній» (1896) позначені ліризмом, поетичністю, злиттям побутового і пейзажного жанрів, які стали характерними властивостями творчості московської школи в цей час. У 1900-1910-х роках в мистецтві майстрів Союзу російських художників з'явилися нові риси. Залишившись вірними традиціям жанрового живопису, вони привнесли в неї якісні зміни. Сюжетна оповідальність пішла на другий план, поступившись місцем прагненню передати настрій і атмосферу, що відбувається. Щоб показати красу буденного непримітного побуту, скромну чарівність рідної природи, художники використовували прийоми імпресіонізму.
Відображення вібрації середовища в картині Сергія Арсенійовича Виноградова (1870—1938) «Баби (Подруги)» (1893) дозволяє відчути повноту буття. Яскравий насичений колорит додає особливу святковість образам селянок на полотні А. Е. Архипова «Гості» (1914). У творчості членів Союзу російських художників представлений широкий діапазон: портрет, натюрморт, інтер'єр, пейзаж, історичний та побутовий жанр. У колоритних персонажів полотен С. В. Іванова відображено відроджувальну увагу до партиархального побуту допетровської Русі («Приїзд іноземців.XVII століття»,1901; «Цар.XVI століття», 1902; «Встреча воєводи», 1907). Обрядова сторона колишнього показана в поетичних картинах Андрія Петровича Рябушкина (18661 -1904) «Російські жінки XVII століття в церкві»(1899), «Весільний поїзд у Москві (XVII століття)» (1901), «Хлопець Втерся в хоровод…» (1902). Однак всю різноманітність інтересів цих живописців пройнятий єдиним «пейзажним» баченням. Свіжість сприйняття натури поєднується з декоративною умовністю колориту, а узагальненість локальних колірних плям і великих форм гармонує з музичним ритмом композиції, експресією рельєфної фактури.

### Філіп Андрійович Малявін
Філіп Андрійович Малявін (1869—1940), виходець з селян, який навчався іконописанню в російському монастирі Святого Пантелеймона на Афоні в Греції, переніс на полотно прийоми монументально-декоративного мистецтва («Селянська дівчина», 1899; «Дівка», 1903). Стихія народного темпераменту передана у бурхливому русі яскравих фарб масштабного полотна «Вихор» (1906). У жанрових народних сценках і пейзажах Костянтина Федоровича Юона (1875—1958) з'єднані натурна безпосередність («Блакитний кущ», 1908) і святкова, театральна урочистість («В Лавру. До Трійці», 1903; «Млин. Жовтень», 1913). Елегійною ісповідальністю пройнята камерна робота Марії Василівни Якунчиковой-Вебер (1870—1902) «З вікна старого будинку. Введеньське» (1897). Садибні інтер'єри Станіслава Юліановича Жуковського (1875—1944) пронизані відчуттям присутності людини («Сад у маєтку», кінець 1900-х). Пленерний початок переважає у творах Миколи Олександровича Тархова (1871—1930) «Кози на сонці», 1904) і Миколи Васильовича Мещерина (1864—1916) («Іван-да-мар'я», 1914). Натурним пейзажам Петра Івановича Петровичева (1874—1947) («Льодохід на Волзі», «В церкві Спаса-Нередиці поблизу Новгорода (північно-східний кут)», обидва — 1912) і Леонардо Вікторовича Туржанского (1875—1945), («Північ. Тихий вечір», 1905; «Чайки. Кама»,1909) властиве органічне поєднання елегантності і конкретності зображення деталей. На полотнах Аркадія Олександровича Рилова (1870—1939) «Весна у Фінляндії» 1905) і «Зелений шум» (1904) мотив весняного пробуждення природи знаходить подібну узагальненість.
Особливе місце в експозиції займають твори Ігоря Еммануїловича Грабаря (1871—1960) — художника, теоретика та історика мистецтв, першого директора Третьяковської галереї. У них найбільш послідовно і яскраво проявилися прийоми імпресіоністичного живопису з притаманним їй рухливістю мазка, швидкоплинністю вражень від натури і фрагментарністю композицій («Вересневий сніг», 1903; «Лютнева блакить», «Березневий сніг», обидві-1904; «Хризантеми», 1905).